# Tevfik Sırrı Gür Stadyumu
El Tevfik Sırrı Gür Stadyumu era un estadio multiusos ubicado en la ciudad de Mersin en la costa mediterránea de Turquía y era la sede del Mersin İdmanyurdu.

## Historia
Fue inaugurado el 28 de junio de 1958 en un partido entre el Mersin İdmanyurdu contra el Galatasaray que terminó 3-3. En su primer partido en la Superliga de Turquía, el Mersin İdmanyurdu perdió ante el Galatasaray por 1–2 on 10 de septiembre de 1967, Sunday. Fue utilizado como sede en los Juegos Mediterráneos de 2013.
El nombre del estadio fue por el popular gobernador de la provincia de Mersin, Tevfik Sırrı Gür, que ocupó el cargo en el periodo de 1931-1947. El último partido que se jugó en el estadio fue entre el Mersin İdmanyurdy ante el Adana Demirspor el 10 de marzo de 2014 y sería demolido cuatro años después.